# 克雷森特冰川
77°40′S 163°13′E / 77.667°S 163.217°E
克雷森特冰川是南極洲的冰川，位於維多利亞地的庫克里山，處於霍華德冰川以東，在1957年由美國地質學家測量及以其命名。